# Нови квадрат
Нови квадрат је група стрип цртача окупљених око загребачкога недељника Полет, која је деловала од 1976. до 1979. године. Уметници окупљени у овој групи дали су допринос подизању интересовања за стрип у тадашњој СФРЈ и његовог прихватања као једног вида уметничког изражавања. У југословенски стрип увели су низ графичких иновација. Данас Нови квадрат представља култну групу на хрватској уметничкој сцени, а име ове групе аутора постало је синоним за стрип на просторима некадашње Југославије.

## Оснивање и деловање
Групу Нови квадрат основали су аутори такозване треће генерације хрватског стрипа Мирко Илић, Игор Кордеј, Крешимир Зимонић и Емир Мешић, сви потекли из загребачке Школе примијењених умјетности. За оснивање ове групе били су потстакнути новим тенденцијама у европском стрипу, посебно француском и италијанском. Касније су им се прикључили прикључени Радован Девлић, Јошко Марушић, Нинослав Кунц, Крешимир Скозрет, Иван Пуљак и Никола Костандиновић.
Делујући у оквиру Новог квадрата ови уметници су, уз тематске и иконографске, уводили у подручје стрипа и низ графичких иновација, попут филмске технике кадрирања, разбијања оквира стрип квадрата и друге. Приступивши стрипу као уметничком медију, одмакли су се од традиционалног, комерцијалног стрипа. Осим у Полету, радове су објављивали и у другим студентским и омладинским часописима, међу којима су најпознатији у то време били Студентски лист, Младост и Стрипотека. С времена на време радили су и у другим медијима, попут филма и телевизије, са којом су сарађивали на музичким спотовима.
Неки чланови ове групе постигли су запажену међународну каријеру: Игор Кордеј познати је стрип цртач у САД и Француској. Одликован је највишим француским орденом за културу. Мирко Илић ради као предавач у Њујорку, где се бави и политичком и друштвеном илустрацијом и графичким дизајном). Крешимир Зимонић и Јошко Марушић добитници су престижних награда на фестивалима анимираног филма у свету.

## Изложбе и ретроспективе
Група је повремено приређивала изложбе својих радова, чиме су дали допринос подизању интересовања за стрип и његовог прихватања као једног вида уметничког изражавања. Године 1985. у Загребу је одржана ретроспективна изложба Новог квадрата, а радови ове групе изложени су и на изложби „Стрип у примијењеној” у Загребу 2013.

### Документарни филм
Године 2016. О групи Нови Квадрат снимљен је документарни филм. То је првенствено прича о новом стрипу, испричана кроз визуре самих протагониста, али и визуално-вербална интерпретација њихових најбољих остварења из стрипа, илустрације, графичког дизајна, карикатуре, анимираног филма као и осврт на њихове касније ауторске каријере. Филм уједно осликава и дух времена у ком су чланови ове групе одрастали и деловали, као и тадашњу популарну културу, најбоље оцртану стрипом, музиком и филмом.

### Монографија
Четрдесет година по престанку рада групе Нови квадрат, 2020. године објављена је монографија „Нови квадрат — 40 година послије”. У монографији су сабрани и објављени бројни текстови и осврти ликовних критичара, особа из јавног и културног живота Загреба као и самих чланова групе о стрипу и свему што је Нови квадрат представљао у тим временима најпродуктивнијег деловања. Такође је и богато илустрирова ауторским стриповима, илустрацијама и карикатурама.